# كودوكو نو غورميت
كودوكو نو غورميت (باليابانية: 孤独のグルメ) مانغا سينن يابانية من تأليف ماياساكي غوسومي ورسم جيرو تانيغوتشي. اقتبست إلى مسلسل تلفزيوني ياباني من بطولة یوتاكا ماتسوشیغه. ومسلسل ويب صيني. وعشرة حلقات أوفا من انتاج برودكشن آي جي.

## القصة
بصفته مندوب مبيعات، يترحل غورو إينوغاشيرا في اليابان، حيث يزور العديد من المطاعم وأكشاك الشوارع لتذوق المأكولات المحلية. يتميز كل فصل بمكان وطبق مختلفين.

## الشخصيات
- غورو إينوغاشيرا

أداء صوتي: كينيو هوريوتشي وريكيا كوياما
هو الشخصية الرئيسية. خجول ومتشائم بعض الشيء، أحيانًا يتردد في دخول المطاعم لأول مرة. يحب أجواء مناطق المدن القديمة والأسواق القديمة. وهو متدين ويزور الأضرحة والمعابد كلما رآها. عادة ما يرتدي بدلة رسمية ولا يخلع ربطة عنقه حتى عندما يكون في المنزل. في المانغا يرتدي البدلة في جميع الفصول إلا عند دخوله المستشفى. يدير عملاً خاصًا كتاجر للسلع المتنوعة المستوردة. شعاره هو أن يعيش حياة منعزلة وحرة، وهو يتجنب المشاركة أو تأسيس شركة لأنه يعتقد أن "الحياة ستصبح مرهقة لأنه سيكون هناك المزيد من الأشياء التي يجب حمايتها". وغالباً يشعر بالجوع بعد الانتهاء من العمل فيذهب على الفور للبحث عن مطعم. عندما يجوع، يصبح غير مبال، وإذا شعر بالجوع في منتصف العمل، فسوف ينهي مفاوضات العمل فورا ويذهب للبحث عن مطعم. لديه معتقداته الخاصة حول الطعام، على سبيل المثال، يحرص على تنسيق الأطعمة، وعلى عدم اختيار الأطباق التي تستخدم نفس المكونات، وكثيرًا ما يمدح نفسه على اختياراته. وهو مدخن شره ومن عادته تدخين السيجارة بعد الانتهاء من تناول الطعام. على الرغم من أن تاريخ ميلاده غير معروف، إلا أنه من برج الجدي. والده متوفي. ولا يوجد ذكر للأم. لديه جد هو مدير دوجو لفنون الدفاع عن النفس التقليدية. ولديه أخت كبرى عادت إلى العمل بعد الطلاق، وطفل أخته الكبرى، فوتوشي، هو لاعب بيسبول في المدرسة الثانوية. ليس لدي حبيبة، ولكنه واعد العديد من النساء في الماضي، بما في ذلك ممثلة تدعى "سايوكي".